# Brug 7
Brug 7 is een vaste brug in Amsterdam Oud-West. De brug vormt de verbinding tussen de Bilderdijkstraat en Frederik Hendrikstraat. Ze overspant daarbij de Hugo de Grootgracht. De brug ligt scheef over de gracht. Ten zuidoosten van de brug ligt het Bilderdijkpark. 

## Geschiedenis
Het besluit hier een brug aan te leggen dateert van juli 1892, toen het gebied rond de Bilderdijkstraat, toen nog Ceintuurbaan geheten, grootscheeps werd aangepakt door de gemeente, grofweg tussen de Tweede Hugo de Grootstraat en de Potgieterstraat. Er werd toen besloten dat er vier bruggen aangelegd moesten worden gebouwd waaronder ook brug 166 over deze gracht, maar dan in de Nassaukade. Brug 7 en 166 zouden een eeuw lang de enige bruggen zijn over de gracht, de Katterug kwam pas meer dan 100 jaar later (1996). De gemeente liep met haar voorstellen vooruit op de zaken, want de Hugo de Grootgracht was in 1894 pas tot aan die Bilderdijkstraat water. In 1894 werd besloten de sloot verder (uit) te graven tot aan de Kostverlorenvaart. Vanaf 1892 kon volstaan worden met een noodbrug. Tegelijkertijd met het besluit tot verder graven werd ook het besluit genomen tot plaatsing van een “definitieve” brug. Werkzaamheden vlotten traag, want een jaar later was slechts het zuidelijke landhoofd gemetseld, voor de noordelijke moest het graniet besteld worden.
De brug kreeg daarbij een aanzienlijke overspanning; de Hugo de Grootgracht werd bestempeld als de verbindingsvaart tussen de Kostverlorengracht en de binnenstad (lees Singelgracht. De brug liet daarna in haar geschiedenis zien dat scheepvaart minder van belang werd dan bijvoorbeeld autoverkeer. In 1922 moest de brug aangepast worden vanwege de komst van de elektrische tramlijn 13 die hier reed tot 1927. In 1929 kwam tramlijn 3 over de brug te rijden en doet dat nog steeds. In 1956 moest de brug aanzienlijk verbreed worden. De brug werd meer dan twee keer zo breed (van 14,88 naar 30 meter), er werd een budget van 386.000 gulden vrijgemaakt voor twee voetpaden van elk 6 meter breed en een rijweg van 18 meter. Echter, daar de gemeente voorrang gaf aan de vernieuwing van de Kamperbrug werd het werk uitgesteld. In 1959 kon pas aangevangen worden met het werk van deze brug, ontworpen door de Dienst der Publieke Werken waar toen Dick Slebos verantwoordelijk was voor de bruggen. Het was toen het smalste gedeelte in de route van de Nieuwe Amstelbrug tot aan het Frederik Hendrikplantsoen, ooit de bedoelde Ceintuurbaan. De brug werd toen zo neergelegd dat de rijweg eventueel nog verbreed kon worden tot 24 meter (bij smallere voetpaden). De oude paalfundering kon deels gebruikt worden, alleen op de plaats waar verbredingen werden doorgevoerd werd nieuwe fundering geheid. Het brugdek werd geheel gesloopt en vernieuwd.

## Eerdere brug 7
Tot 1894 was brug 7 de brug in het Singel over de Warmoesgracht. De Warmoesgracht werd in dat jaar gedempt om verder te gaan als deel van de Raadhuisstraat, de nieuwe verkeersweg tussen het oude centrum en het westelijke deel van de stad. Daardoor verdween de brug en kwam het nummer vrij voor hergebruik. Het was een stalen balkbrug met een enkele, smalle doorvaart.
1 · 2 · 3 · 4 · 5 · 6 · 7 · 8 · 9 · 10 · 11 · 12 · 13 · 14 · 15 · 16 · 17 · 18 · 19 · 20 · 21 · 22 · 23 · 24 · 25 · 26 · 27 · 28 · 29 · 30 · 31 · 32 · 34 · 35 · 36 · 37 · 38 · 39 · 40 · 41 · 42 · 43 · 44 · 45 · 46 · 47 · 48 · 49 · 50 · 51 · 52 · 53 · 54 · 55 · 56 · 57 · 58 · 59 · 60 · 61 · 62 · 63 · 64 · 65 · 66 · 67 · 68 · 69 · 70 · 71 · 72 · 73 · 74 · 75 · 76 · 77 · 78 · 79 · 80 · 81 · 82 · 84 · 85 · 86 · 87 · 88 · 89 · 90 · 91 · 92 · 93 · 94 · 95 · 96 · 97 · 98 · 99 · >>>
Brugnummers 33 en 83 zijn niet (meer) vergeven